# Enrique González Martínez

Enrique González Martínez

Enrique González Martínez (n. 13 aprilie 1871 - d. 19 februarie 1952) a fost un poet, diplomat, chirurg și obstetrician mexican.
Lirica sa este caracterizată prin modernism și prin influențe din partea simbolismului francez.

## Scrieri
- 1903: Preludii ("Preludios")
- 1911: Cărările ascunse ("Los senderos ocultos")
- 1917: Cartea puterii, bunătății și visului ("El libro de la fuerza, de la bondad y del ensueño")
- 1921: Cuvântul vântului ("La palabra del viento")
- 1935: Poeme trunchiate ("Poemas truncos")
- 1938: Diluviul de foc ("El diluvio del fuego")
- 1944: Omul cu bufnița ("El hombre del buho")
- 1951: Calma nebunie ("La apacible locura")
- 1952: Noul Narcis ("El nuevo Narciso").

González Martínez a fondat revistele Argos și Pegaso.